# Зафар, Али
Али Мохаммед Зафар, более известный как Али Зафар (англ. Ali Zafar, урду علی ظفر‎; род. 18 мая 1980 года, Лахор, Пенджаб, Пакистан) — пакистанский и индийский певец, композитор, поэт-песенник, актёр и художник. Начал карьеру в качестве закадрового исполнителя в пакистанском фильме «Shararat» 2003 года. Известность пришла к нему с песней «Channo» с его первого альбома Huqa Pani, продажи которого превысили шестьсот тысяч копий по всему миру.
Начал актёрскую карьеру в Болливуде с фильмом «Без Ладена», имевшим умеренный успех в прокате, за который он был номинирован на Filmfare Award за лучшую дебютную мужскую роль. Среди его премий 3 Lux Style Awards, 3 Indus Music Awards, 3 MTV Style Awards и 1 Stardust Awards. В 2012 году был награждён премией Академии Дадасахеба Пхальке.

## Биография
Али Зафар родился 18 мая 1980 года в Лахоре (Пакистан) в пенджабской семье. Его родители — профессор Университета Пенджаба Мохаммед Зафарулла и Канвал Амин, работавшая в то время в библиотеке университета. Он закончил Government College University и Национальный колледж искусств по специальности «изобразительное искусство». Ещё учась в колледже он начал подрабатывать, рисуя эскизы в Pearl-Continental Hotels & Resorts.

### Личная жизнь
Али Зафар женился на Айеше Фазли, с которой состоял в отношениях несколько лет. Церемония бракосочетания состоялась в Лахоре 28 июля 2009 года. Семья Айеши имеет родственные связи с семьей индийского актёра Аамира Хана.
6 марта 2010 года у Али и Айеши родился сын Азаан, а 23 февраля 2015 года — дочь Ализа.

## Карьера

### В качестве певца
Али Зафар дебютировал как музыкант с альбомом Huqa Pani, вышедшим в Пакистане в 2003 году и распространённый по всему миру в 2005. Альбом мгновенно стал хитом, распродан числом более 600 тысяч копий по всему миру и получил крупных наград и номинаций. Он также сделал Али одним из самых популярных артистов из Пакистана с огромным количеством фанатов на местном и международном уровне и выиграл премию Lux Style Awards в категории «Лучший альбом» в 2004 году. В дополнение к популярности альбома, отраженной музыкальными магазинами и критиками, широко утверждалось, что Химеш Решаммия скопировал один из самых известных треков с альбома, «Rangeen», в своей песне «Dillagi Mein Jo». Ранее Притам также скопировал песню «Channo» как «Chori ki Baatein» для индийского фильма «Бойцовский клуб».
Зафар выпустил свой второй альбом Masty в общенациональном масштабе в ноябре 2006 года. Видео на песню «Dekha» с этого альбома стало самым дорогим музыкальным клипом в Пакистане и стоило более чем 7 миллионов рупий. Видео с участием пакистанских актрис-моделей Римы Хан, Миры и Амины Хак снималось в Малайзии. Сама песня использовалась как часть саундтрека в фильме «Уолл-стрит: Деньги не спят», вышедшего в 2010 году.
14 февраля 2011 года Али Зафар выпустил свой третий альбом Jhoom, который сильно отличался от его предыдущих работ и состоял из полуклассических интерпретаций народных и суфийских стихов, объединённых с современными музыкальными инструментами. На этот раз Зафар показал себя более зрелым и вдумчивым в его подходе к музыке, открыв более серьёзную сторону его личности.
Начав работу в Болливуде, Али записал несколько песен для своих фильмов в качестве закадрового исполнителя. Сейчас он работает на своим четвёртым альбомом
.

### В качестве актёра
Прежде чем стать одним из самых популярных певцов своего поколения в Пакистане, Али Зафар попробовал себя в качестве актёра в пакистанских телевизионных драмах. Он также был приглашен на роль в фильм «Во имя Бога», ставший самым кассовым в Пакистане в 2007 году, но не смог принять в нём участие в силу личных причин.
После перерыва в съёмках, за исключением собственных видеоклипов, продлившегося несколько лет, Али стал первым пакистанцем, который дебютировал в Болливуде в качестве главного героя. Его первый фильм «Без Ладена», вышедший 16 июля 2010 года, стал крупным хитом в Индии, но не был допущен к показу в Пакистане советом по киноцензуре. За свою роль Зафар был номинирован на IIFA Awards, Screen Awards, Zee Cine Awards и Filmfare Awards в категории «Лучший мужской дебют». Он также был первым пакистанцем приглашенным на Индийский международный кинофестиваль для показа его фильма в марте 2011 года.
Затем он появился в качестве камео в музыкальном номере фильма «Конец любви», выпущенного под баннером Yash Raj Films. Он также сыграл второстепенную роль в другом фильме той же продюсерской компании — «Невеста моего брата», главные роли в котором исполнили Имран Хан и Катрина Каиф. Фильм имел успех в прокате и у критиков, как и его первая работа в кино.
В 2012 году он снялся в «Лондон, Париж, Нью-Йорк», который также получил признание критиков, а также впечатляющий доход за рубежом, но не очень удачно прошёл в индийском прокате. Помимо исполнения главной роли, Зафар также поработал как певец, композитор, поэт-песенник, аранжировщик и звукооператор. Кассовый успех имел также следующий фильм Зафара «Всё нипочём», ремейк одноимённого фильма 1981 года.
В 2014 году он сыграл в романтической комедии «Полный хаос», рассказывающей о проблемах пакистанского парня, возникших при знакомстве с родителями его девушки-индианки. В этом же году вышел его следующий фильм «Выстрел в сердце», в котором он сыграл наемного убийцу. Также Али появился в качестве камео в item-номере в картине «Без Ладена 2» (2016), сиквеле его дебютного индийского фильма.
В том же году вышел фильм Dear Zindagi, где он сыграл музыканта Руми и для которого также исполнил песни «Taarefon Se» и «Tu Hi Hai». Однако в связи с попытками запрета на участие пакистанских исполнителей в индийских фильмах, обе композиции были перепеты Арджитом Сингхом.
Сейчас к выпуску готовится фильм Teefa in Trouble , который станет его актёрским дебютом в пакистанском кинематографе.

## Фильмография

### Актёр
| Год  |   | Русское название        | Оригинальное название   | Роль                         |
| ---- | - | ----------------------- | ----------------------- | ---------------------------- |
| 2010 | ф | Без Ладена              | Tere Bin Laden          | Али Хассан                   |
| 2011 | ф | Конец любви             | Luv Ka The End          | Фредди Капур (камео)         |
| 2011 | ф | Невеста моего брата     | Mere Brother Ki Dulhan  | Лав Агнихотри                |
| 2012 | ф | Лондон, Париж, Нью-Йорк | London, Paris, New York | Никхил Чопра                 |
| 2013 | ф | Как бы не сглазить      | Chashme Baddoor         | Сиддхарт Кашьяп              |
| 2014 | ф | Полный хаос             | Total Siyapaa           | Аман Али                     |
| 2014 | ф | Прямо в сердце          | Kill Dil                | Туту                         |
| 2016 | ф | Без Ладена 2            | Тere Bin Laden 2        | камео в песне «Six Pack Abs» |
| 2016 | ф |                         | Lahore Se Aagey (урду)  | камео                        |
| 2016 | ф |                         | Dear Zindagi            | Руми                         |
| 2018 | ф | Неприятности Тефа       | Teefa in Trouble (урду) | Teefa                        |

### Закадровый исполнитель
| Год  | Фильм                         | Песня                         | Композитор        | Соисполнители                     |
| ---- | ----------------------------- | ----------------------------- | ----------------- | --------------------------------- |
| 2010 | Без Ладена                    | «Bas Ek Soch»                 | Шанкар-Эхсаан-Лой | —                                 |
| 2010 | Без Ладена                    | «I Love Amreeka»              | Шанкар-Эхсаан-Лой | Акрити Каккар                     |
| 2010 | Без Ладена                    | «Ullu Da Pattha»              | Шанкар-Эхсаан-Лой | Шанкар Махадеван                  |
| 2010 | Без Ладена                    | «Welcome To Amreeka»          | Шанкар-Эхсаан-Лой | —                                 |
| 2011 | Конец любви                   | «F.U.N Fun Funna»             | Рам Сампат        | —                                 |
| 2011 | Невеста моего брата           | «Madhubala»                   | Сохеил Сен        | Швета Пандит                      |
| 2012 | Лондон, Париж, Нью-Йорк       | «London Paris New York»       | Али Зафар         | Сунидхи Чаухан                    |
| 2012 | Лондон, Париж, Нью-Йорк       | «Voh Dekhnay Mein»            | Али Зафар         | —                                 |
| 2012 | Лондон, Париж, Нью-Йорк       | «Ting Rang»                   | Али Зафар         | —                                 |
| 2012 | Лондон, Париж, Нью-Йорк       | «Thehree Si Zindagi»          | Али Зафар         | Адити Рао Хидари                  |
| 2012 | Лондон, Париж, Нью-Йорк       | «Aaja»                        | Али Зафар         | —                                 |
| 2013 | Всё нипочём                   | «Early Morning (Remix)»       | Саджид-Ваджид     | —                                 |
| 2013 | Всё нипочём                   | «Dhichkyaaon Doom Doom»       | Саджид-Ваджид     | Шрея Гхошал                       |
| 2013 | Всё нипочём                   | «Andha Ghoda Race Mein Dauda» | Саджид-Ваджид     | Ваджид Али                        |
| 2014 | Полный хаос                   | «Total Siyapaa»               | Али Зафар         | —                                 |
| 2014 | Полный хаос                   | «Palat Meri Jaan»             | Али Зафар         | —                                 |
| 2014 | Полный хаос                   | «Nahi Maloom»                 | Али Зафар         | Фарина Первез                     |
| 2014 | Полный хаос                   | «Asha»                        | Али Зафар         | —                                 |
| 2014 | Полный хаос                   | «Chal Buleya»                 | Али Зафар         | —                                 |
| 2014 | В самое сердце                | «Nakhriley»                   | Шанкар-Эхсаан-Лой | Шанкар Махадеван, Махалакшми Айер |
| 2015 | Hey Bro                       | «DJ»                          | Nitz 'N' Sony     | Сунидхи Чаухан                    |
| 2015 | Karachi Se Lahore             | «Jugnuon Se Bhar De Aanchal»  | Ваджахат Аттрай   | —                                 |
| 2016 | Tere Bin Laden: Dead or Alive | «Six Pack Abs»                | Али Зафар         | —                                 |
| 2016 | Lahore Se Aagey               | «Channo»                      | Али Зафар         | —                                 |
| 2016 | Dear Zindagi                  | «Tu Hi Hai»                   | Амит Триведи      | —                                 |

## Награды и номинации

### Музыкальные
- 2004 — Indus Music Award за лучший дебют исполнителя — Huqa Pani[25]
- 2004 — Indus Music Award за лучший альбом — Huqa Pani[25]
- 2004 — Lux Style Award за лучший альбом — Huqa Pani[25]
- 2005 — Indus Music Award лучшему поп-исполнителю — Huqa Pani[25]
- 2005 — Asian Bollywood Music Award за лучший поп-альбом в Пакистане — Huqa Pani[25]
- 2007 — Lux Style Award «Молодая икона»[25]
- 2008 — MTV Style Award лучшему мужчине-исполнителю
- 2008 — MTV Style Award наиболее стильному исполнителю[25]
- 2009 — MTV Style Award лучшему мужчине-певцу[25]
- 2011 — Style Award за песню года — «Jhoom»
- 2012 — Lux Style Award за лучший альбом — Jhoom[26]
- 2013 — Lux Style Award за лучший оригинальный саундтрек — «Zindagi Gulzar Hai»[27]

### Кинематографические
Награды
- 2012 — Stardust Award «Супер-звезда завтрашнего дня» — Невеста моего брата[28]
- 2012 — Премия Академии Дадасахеба Пхальке лучшему новому таланту — Невеста моего брата[2][3]
- 2014 — ARY Film Award «Международная икона»[29]

Номинации
- 2011 — Zee Cine Award за лучший мужской дебют — Без Ладена[25]
- 2011 — Stardust Award за лучший мужской дебют — Без Ладена
- 2011 — Star Screen Award за лучший мужской дебют — Без Ладена[25]
- 2011 — IIFA Award за лучший мужской дебют — Без Ладена[25]
- 2011 — Filmfare Award за лучший мужской дебют — Без Ладена[1]